# Piotr Skonieczny
Piotr Skonieczny (ur. 13 września 1973 w Łapach) – polski duchowny katolicki, dominikanin, prawnik, teolog, kanonista, profesor nauk społecznych w dyscyplinie prawo kanoniczne, kierownik Katedry Kanonicznego Prawa Karnego na Wydziale Prawa Kanonicznego Uniwersytetu Papieskiego Jana Pawła II w Krakowie.

## Życiorys
W 1997 ukończył studia prawnicze na Wydziale Prawa i Administracji Uniwersytetu Jagiellońskiego. W 1999 po aplikacji sądowej przy Sądzie Okręgowym w Krakowie zdał egzamin sędziowski. Był członkiem Samorządowego Kolegium Odwoławczego w Krakowie (1997–2000). W 2000 wstąpił do zakonu dominikanów. W latach 2001–2007 odbył studia filozoficzno-teologiczne w Kolegium Filozoficzno-Teologicznym Prowincji Polskiej Ojców Dominikanów w Krakowie i uzyskał tytuł magistra teologii w Papieskiej Akademii Teologicznej w Krakowie. Święcenia kapłańskie przyjął 19 maja 2007 z rąk kardynała Franciszka Macharskiego. Następnie w latach 2005–2008 odbył studia licencjackie w zakresie prawa kanonicznego w Instytucie Prawa Kanonicznego PAT i uzyskał tam licencjat w zakresie prawa kanonicznego. W latach 2006–2012 wykonywał zawód radcy prawnego. W latach 2008–2009 odbył studia doktoranckie na Wydziale Prawa Kanonicznego Uniwersytetu Papieskiego Św. Tomasza z Akwinu Angelicum w Rzymie, w wyniku których uzyskał doktorat w zakresie prawa kanonicznego. W 2009 został wykładowcą Angelicum, a w latach 2013–2015 był prodziekanem Wydziału Prawa Kanonicznego tego uniwersytetu.
W 2015 na podstawie dorobku naukowego oraz rozprawy pt. Współudział w przestępstwie kanonicznym: w poszukiwaniu modelu teoretycznego uzyskał na Wydziale Prawa Kanonicznego Uniwersytetu Kardynała Stefana Wyszyńskiego w Warszawie stopień doktora habilitowanego nauk prawnych w zakresie prawa kanonicznego. W tym samym roku został zatrudniony jako adiunkt na Wydziale Prawa Kanonicznego Uniwersytetu Papieskiego Jana Pawła II w Krakowie, gdzie objął stanowisko kierownika Katedry Kanonicznego Prawa Karnego.
Postanowieniem Prezydenta RP z dnia 21 listopada 2022 otrzymał tytuł profesora nauk społecznych w dyscyplinie prawo kanoniczne.